# Operación RYAN

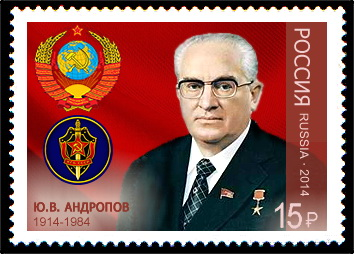
Yuri Andrópov, iniciador de la Operación RYAN

Operación RYAN o Ryan (en ruso: нападение Ракетно-ядерное, transliterado como Raketno-Yadernoe napadenie, es un acrónimo de  "Ataque Nuclear de Misiles") era un programa de inteligencia militar de la Unión de Repúblicas Socialistas Soviéticas, durante la Guerra Fría, en década de 1980, cuando creyeron que los Estados Unidos se estaban preparando para un inminente ataque nuclear. El objetivo de la operación era recoger información de inteligencia sobre posibles planes de la administración Reagan para lanzar un ataque nuclear contra la Unión Soviética. El programa se inició mayo de 1981 por Yuri Andropov, entonces presidente de la KGB.
RYAN tomó un nuevo significado tras el anuncio de planes para desplegar misiles con capacidad nuclear Pershing II a Alemania Occidental. Estos misiles fueron diseñados para ser lanzados desde vehículos todo terreno, en lugares de lanzamiento muy difícil de encontrar. El tiempo de vuelo desde Alemania Occidental a Rusia Europea sería de sólo cuatro a seis minutos (Tiempo aproximado de vuelo de seis a ocho minutos de Alemania Occidental a Moscú), dando a los soviéticos poca o ningún margen de maniobra.
El 23 de marzo de 1983 Ronald Reagan anunció públicamente el desarrollo de la Iniciativa de Defensa Estratégica. El gobierno soviético consideraba que el uso de la tecnología IDS convertía los EE. UU. invulnerable al ataque soviético, permitiendo de esta manera los EE. UU. para lanzar misiles contra la URSS y sin temor a represalias. Esta preocupación por un ataque sorpresa provocó el repentino desarrollo del programa RYAN. El nivel de preocupación alcanzó su punto máximo después de los soviéticos derribaron KAL 007 cerca de la isla de Moneron el 1 de septiembre de 1983, y durante el ejercicio de la Organización del Tratado del Atlántico Norte Able Archer 83. La Unión Soviética creyó que se trataba de un primer ataque de Estados Unidos hacia ellos.
La Operación RYAN fue reduciéndose en 1984, tras la muerte de sus principales creadores, Yuri Andropov y el ministro de defensa Dmitriy Ustinov.